# C'est pour les orphelins !
C'est pour les orphelins ! est un film muet français réalisé par Louis Feuillade en 1916 et sorti en janvier 1917.

## Synopsis
- Sa bonne apporte à l'artiste une lettre venue de la Société Gaumont. Celui-ci, après avoir jeté un coup d'œil rapide à la missive, se précipite aux studios, suivi de toute la maisonnée, qui tient à avoir un rôle dans le film en préparation…

## Fiche technique
- Réalisation : Louis Feuillade
- Scénario : Roger Lion
- Société de production : Société des Etablissements L. Gaumont
- Format : Noir et blanc - Muet - 1,33:1 - 35 mm - Son mono
- Durée : 3 minutes
- Date de sortie : 
  - France : 19 janvier 1917

## Distribution
- Marcel Lévesque : l'artiste
- Musidora : la bonne de l'artiste
- Yvette Andréyor : la femme de l'artiste
- René Poyen : le fils de l'artiste
- Édouard Mathé : le metteur en scène
- Stacia Napierkowska : l'institutrice
- Léon Bernard : Simon
- Josette Andriot
- Renée Bartout
- Ellen Baxone
- Jane Danjou
- Suzanne Delvé
- Huguette Duflos
- Raphaël Duflos
- Maria Fromet
- Paule Morly
- Léonce Perret
- Fernand Rivers
- Jean Toulout